# Ryttarstaty

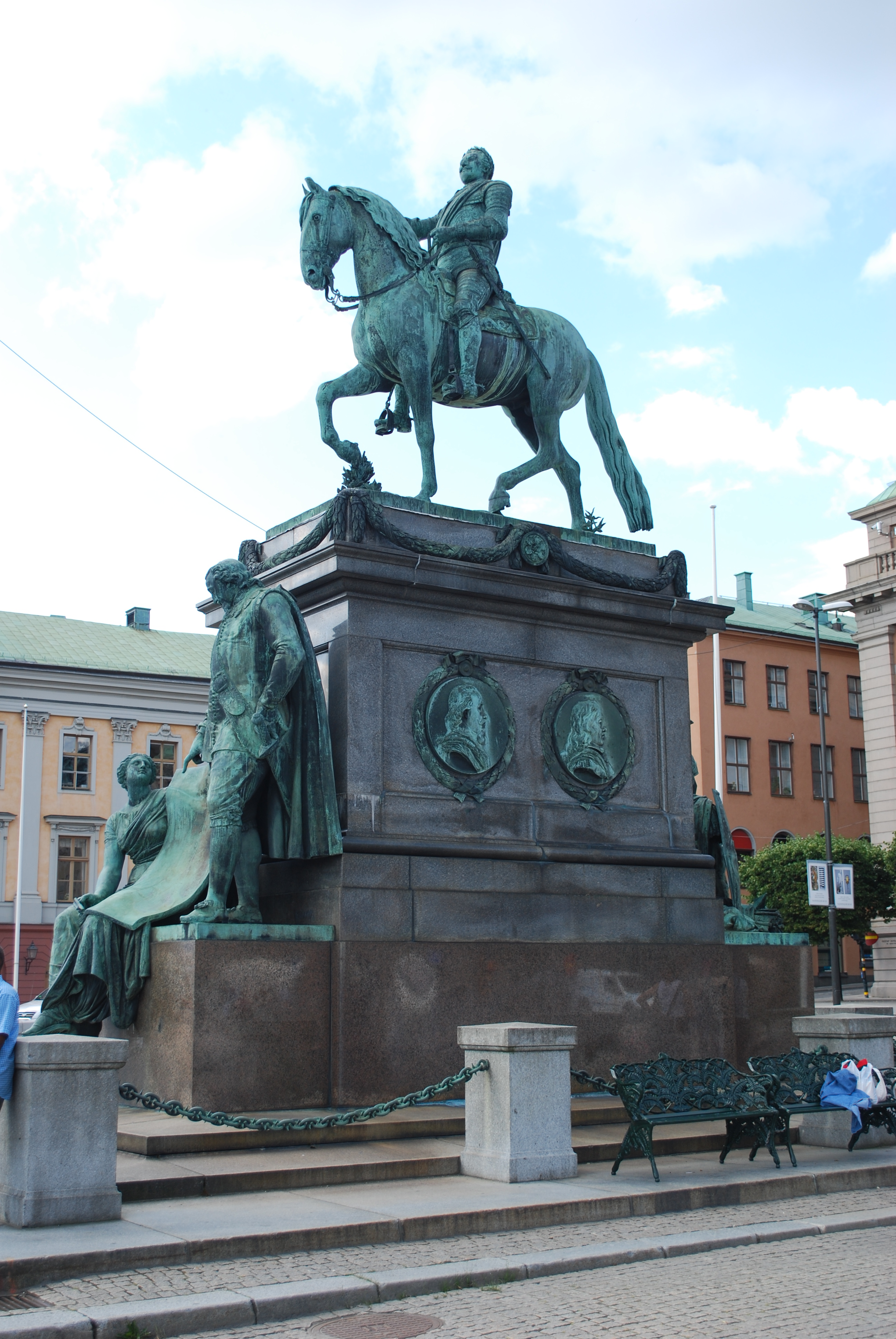
Gustav II Adolfs staty på Gustav Adolfs torg i Stockholm var Sveriges första ryttarstaty, avtäckt 1796

En ryttarstaty är en skulptur som avbildar en person till häst. Ryttarstatyer har under epoker i historien varit en vanlig form att avbilda regenter och fältherrar.
I Sverige finns tio klassiska ryttarstatyer, om man räknar in den medeltida allegoriska avbildningen av Sten Sture den äldre i träskulpturen Sankt Göran och draken i Storkyrkan i Stockholm med en replik i brons på Köpmantorget i Stockholm.
Sju av ryttarstatyerna avbildar de fem kungarna Karl IX, Gustav II Adolf, Karl X Gustav, Karl XIV Johans staty och Karl XV. En avbildar en fältherre, Magnus Stenbock i Helsingborg, och en avbildar en kavallerist från 1600-talet i Smålands ryttare i Eksjö.
Under senare decennier har tillkommit ett stort antal modernare hästskulpturer, med eller utan ryttare.
I Helsingfors finns marskalk Mannerheims ryttarstaty från 1960.
I Danmark finns sexton ryttarstatyer, varav tolv av regenter. Kristian IX är avbildad på så många som fem ryttarstatyer.
I Roskilde finns en ryttarstaty av unionsdrottningen Margareta, en av de få som finns med kvinnliga ryttare.
Den första ryttarstatyn i Norden restes på Kongens Nytorv i Köpenhamn 1688. Den var ett verk i bly av den franske bildhuggaren Abraham César Lamoureux med porträtt av Kristian V. Den nuvarande statyn är en kopia i brons, som restes 1946.

## Bildgalleri

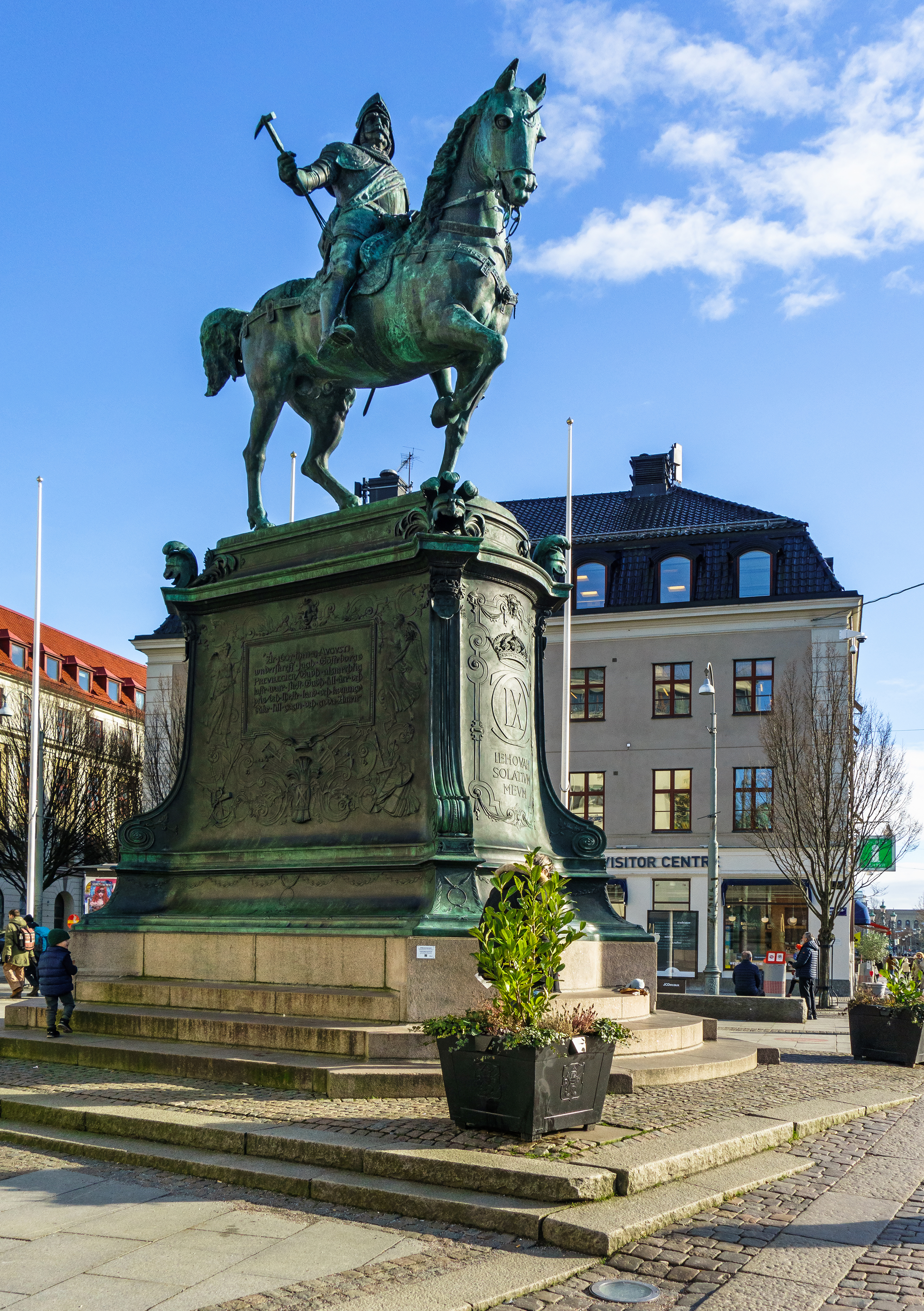
Ryttarstaty i Göteborg med Karl IX utförd av John Börjeson – statyn även kallad "Kopparmärra".
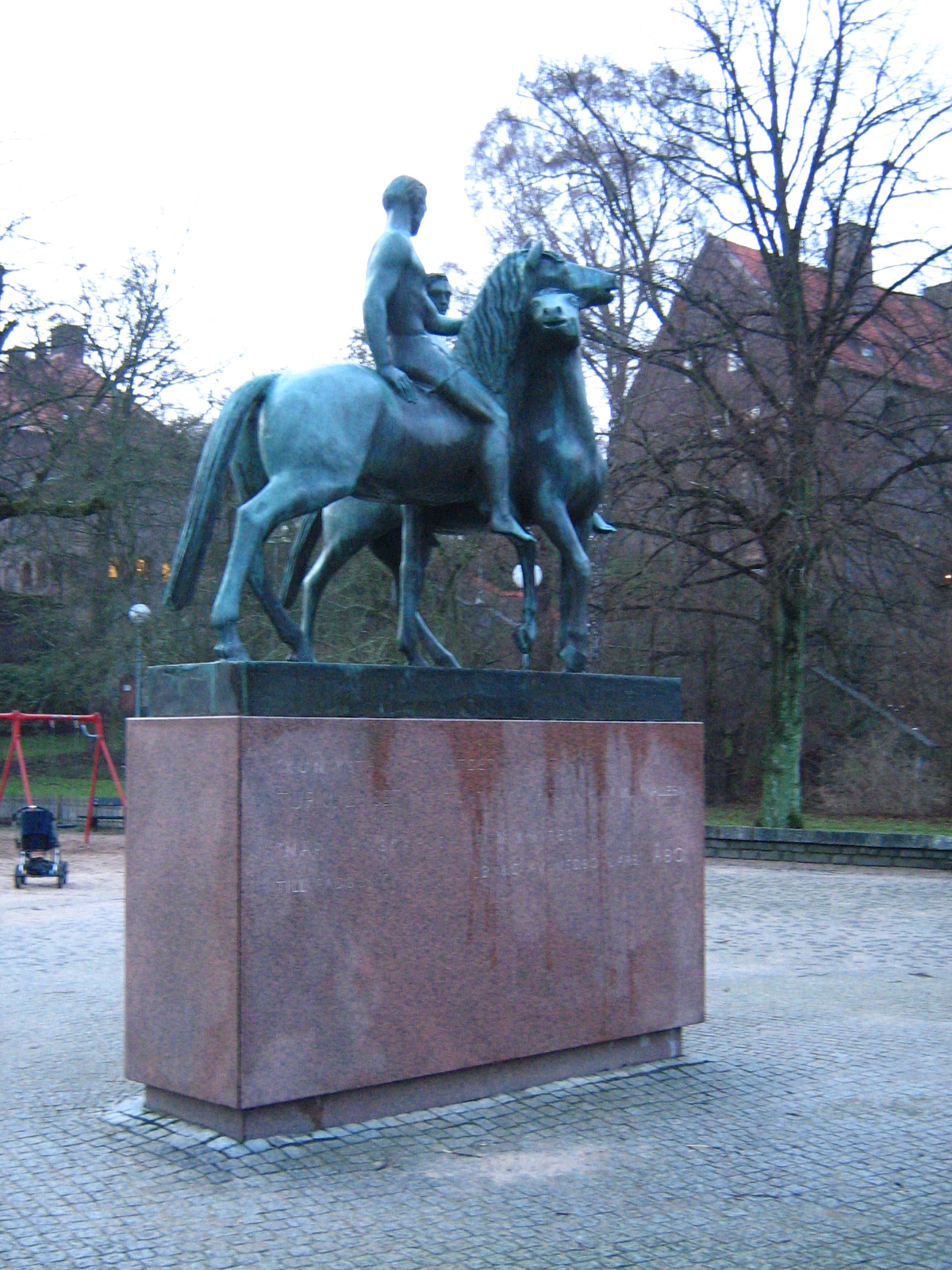
När vänskapsband skapas vid Näckrosdammen (egentligen Renströmsparken) i Göteborg
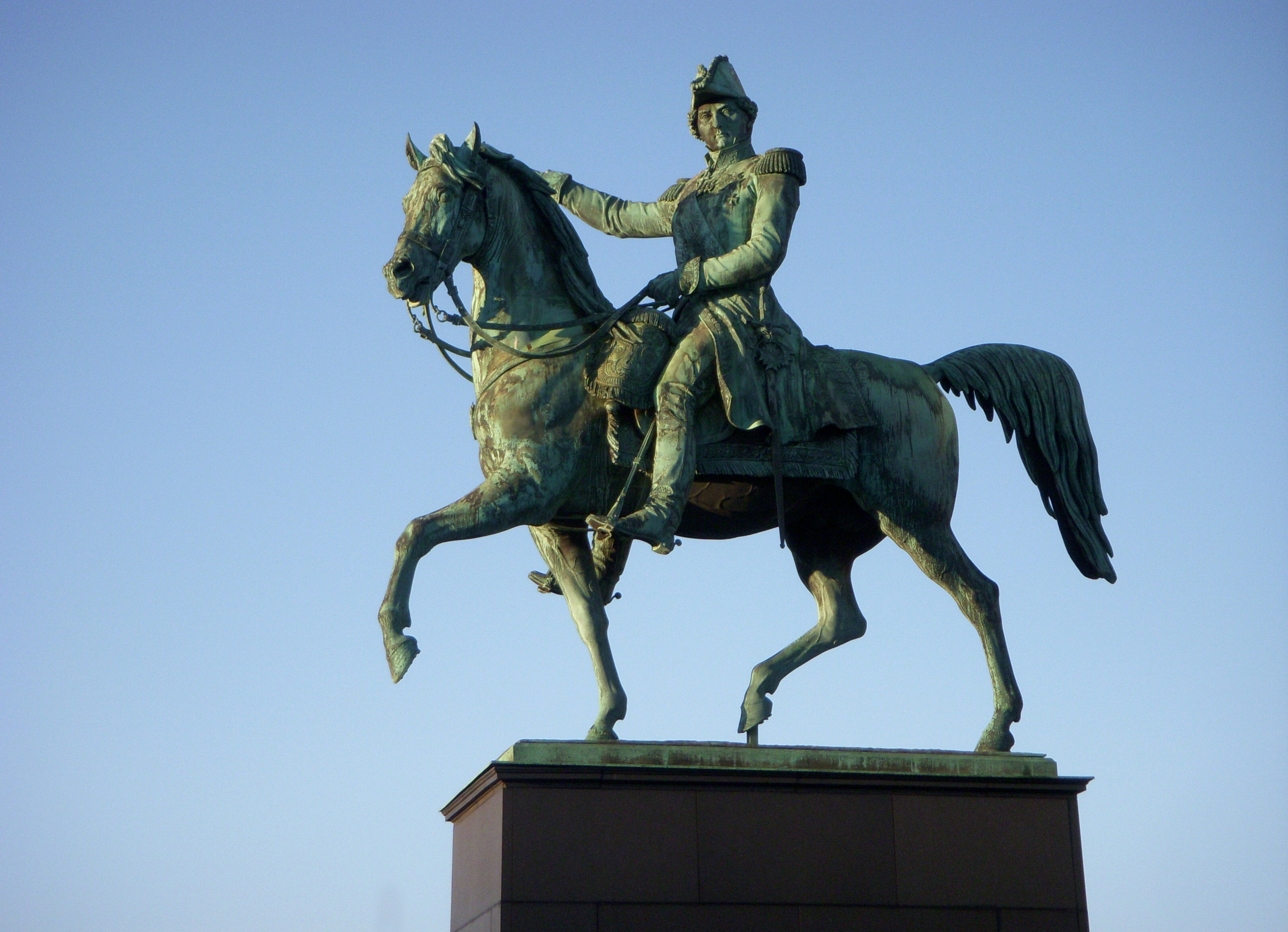
Karl XIV Johans staty av Bengt Erland Fogelberg, Stockholm
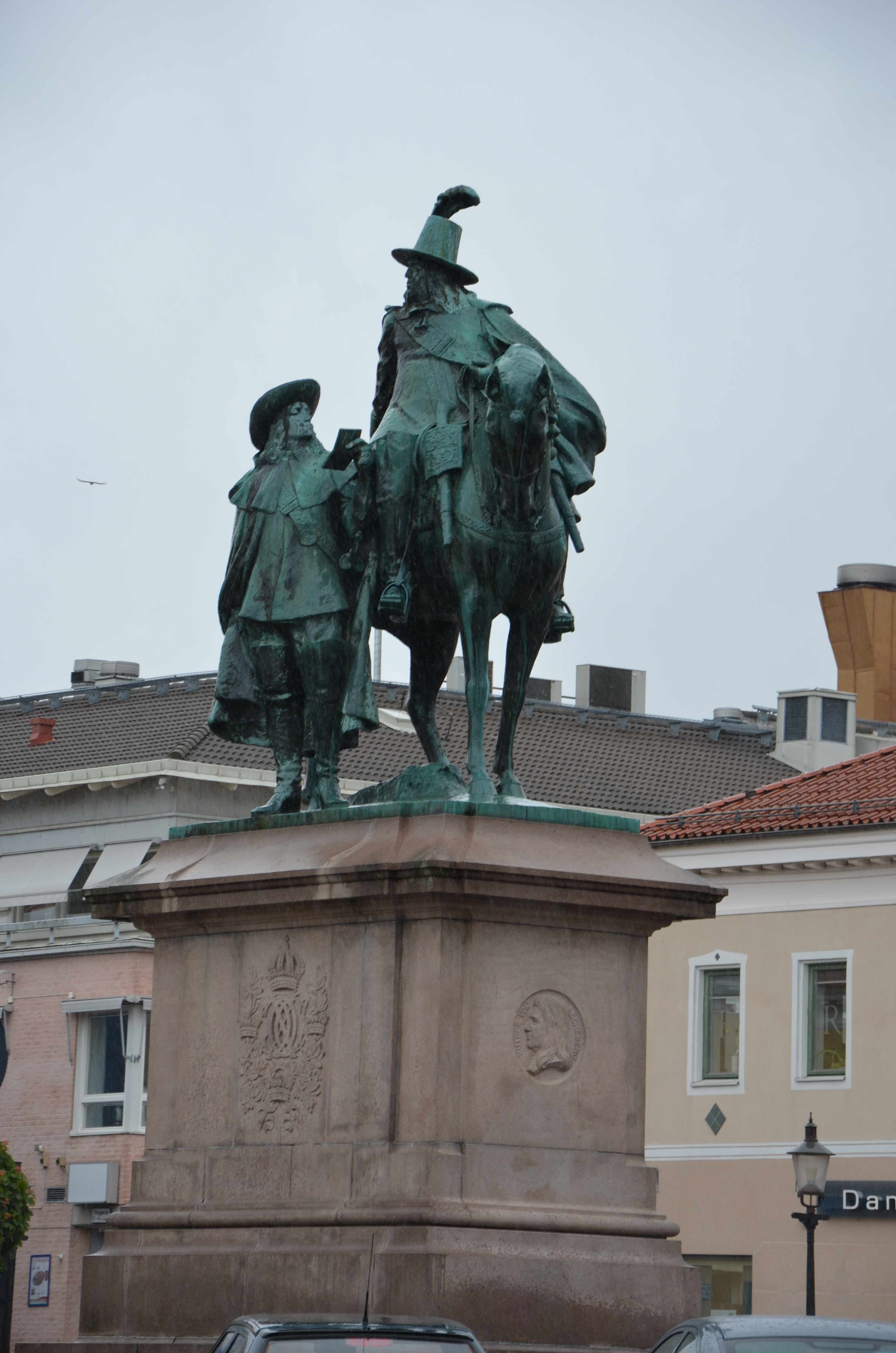
Karl X Gustav med Erik Dahlbergh (stående) av Theodor Lundberg i Uddevalla
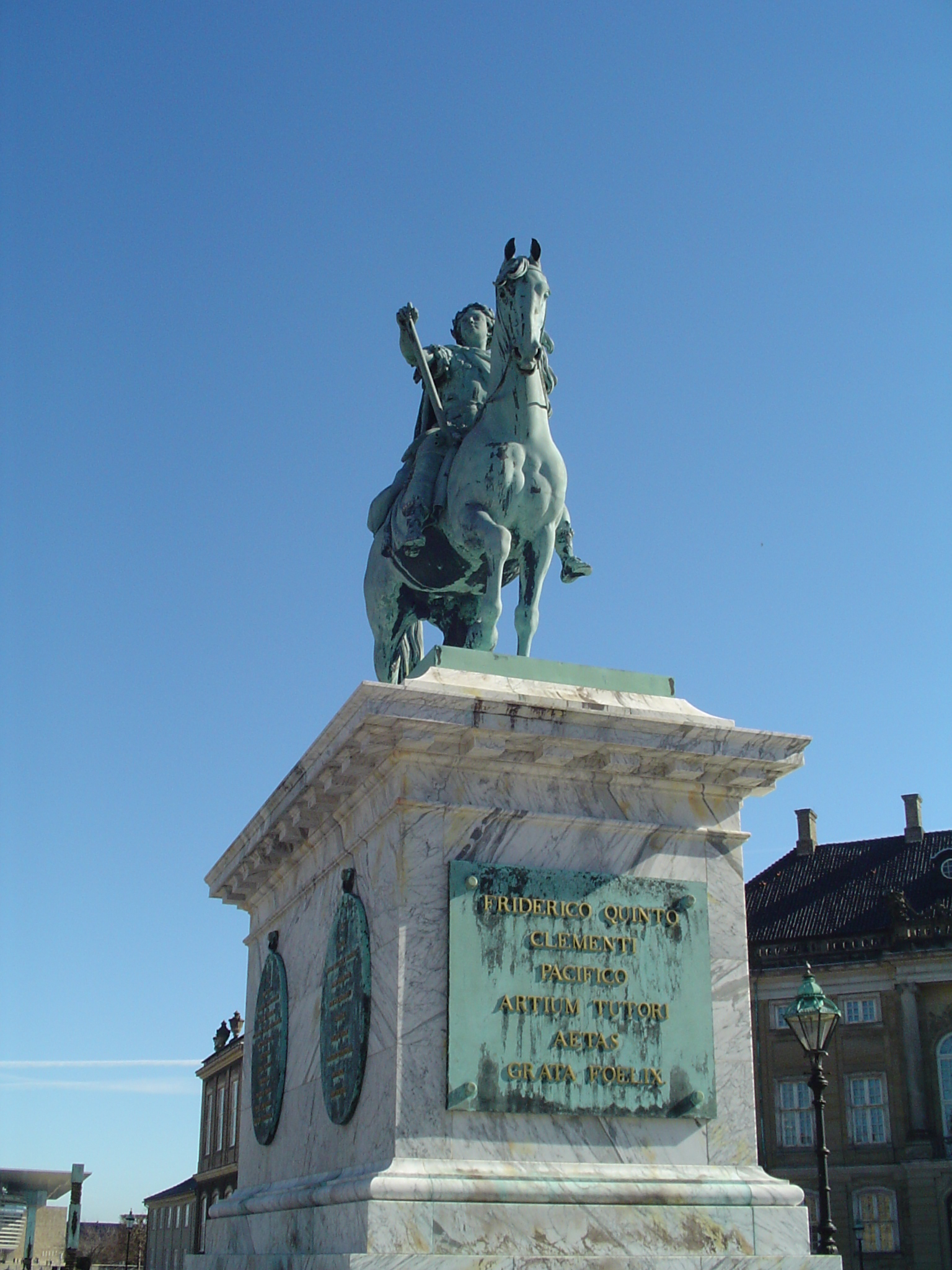
Ryttarstaty av Fredrik V  framför Amalienborg i Köpenhamn av Jacques Saly, 1771
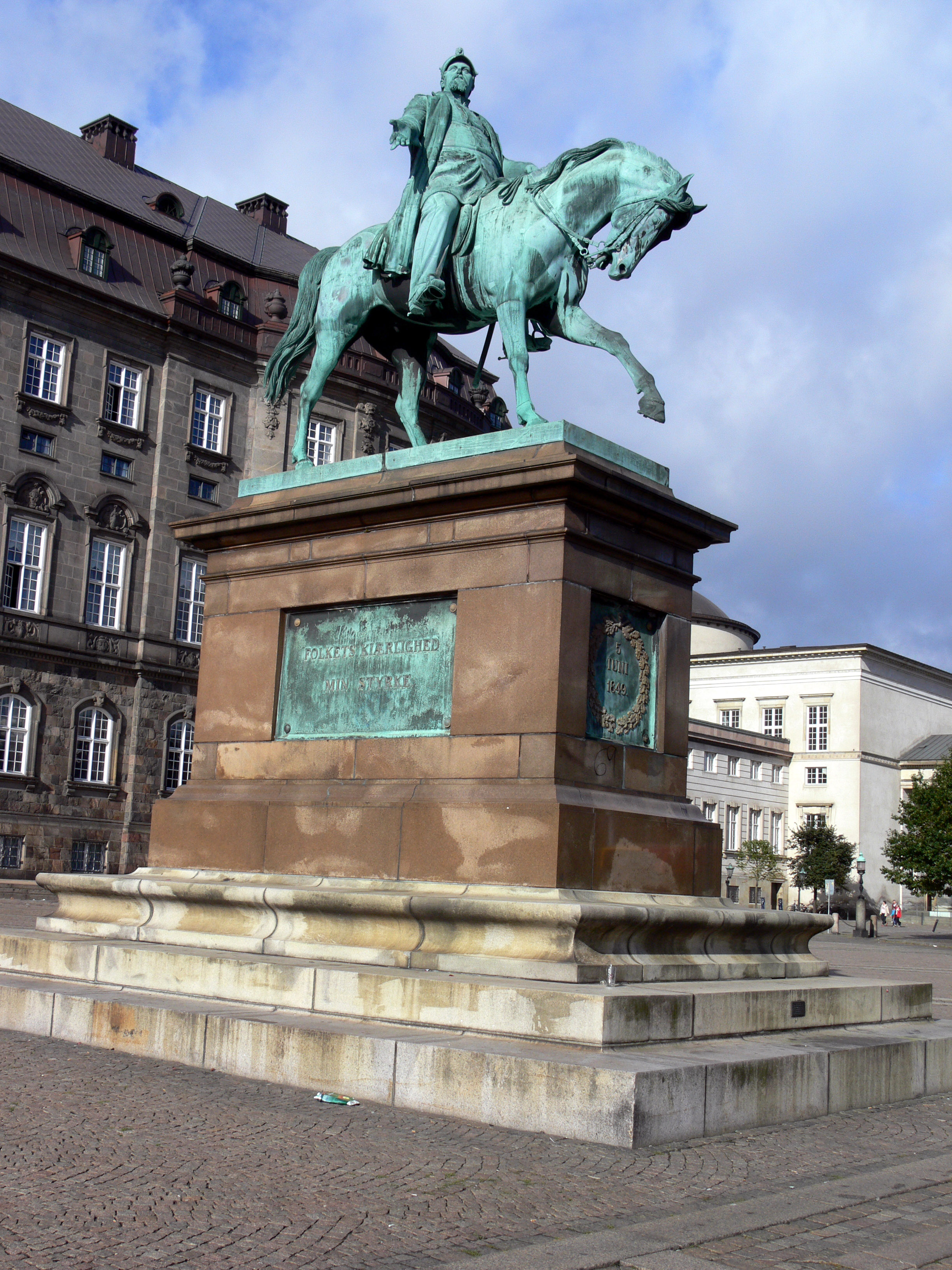
Fredrik VII framför Christiansborg i Köpenhamn av Herman Wilhelm Bissen, 1865
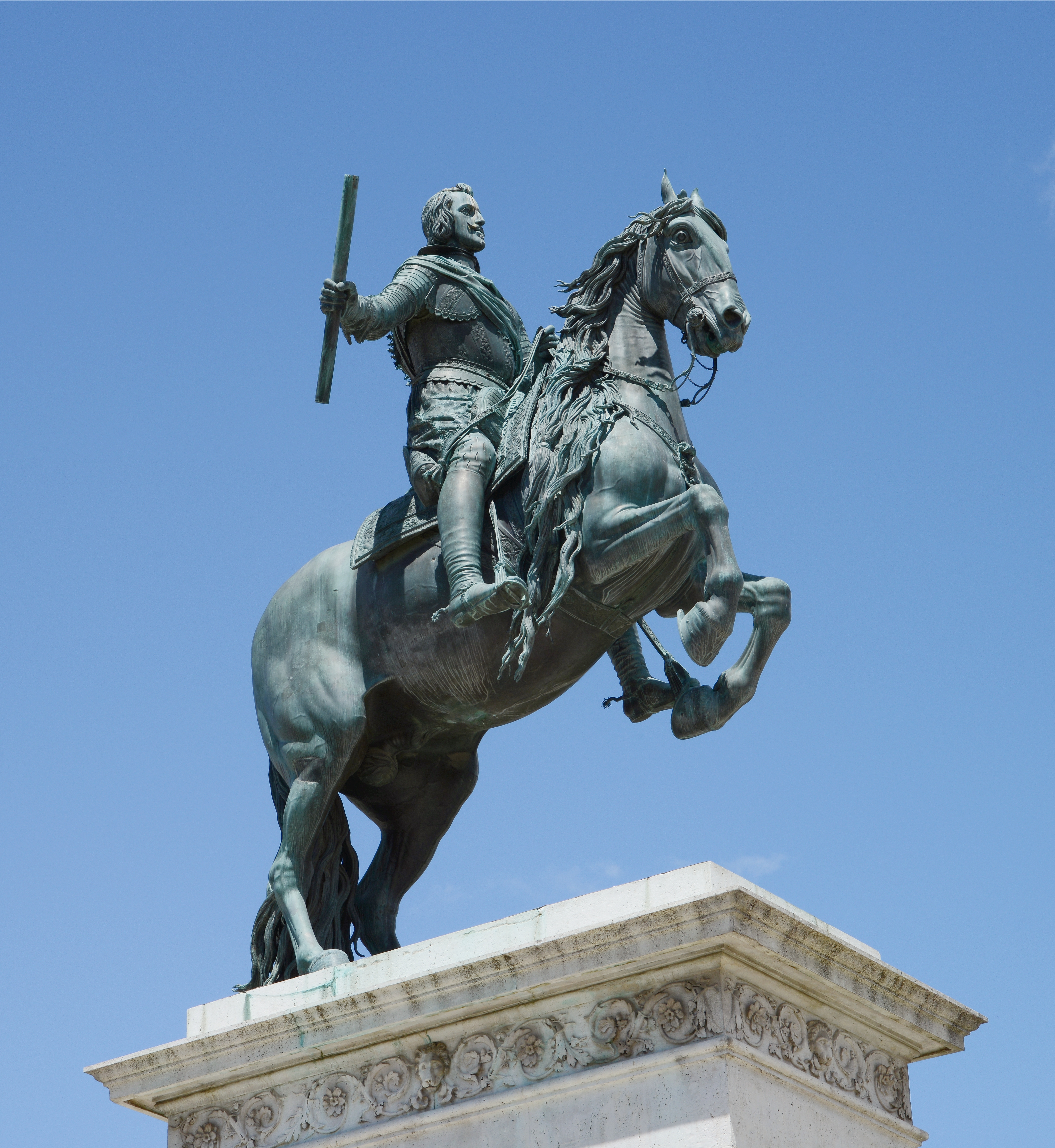
Filip IV på Plaza de Oriente i Madrid av Pietro Tacca (577-1640) mellan 1634 och 1640, rest 1843
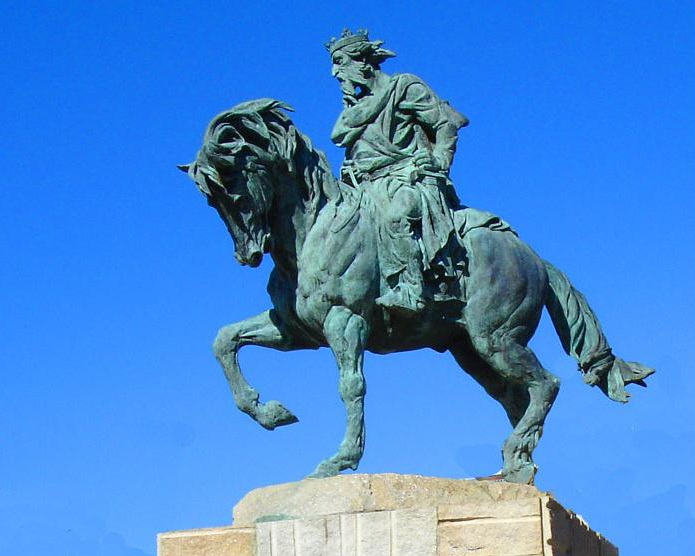
Alfonso VIII i Plasencia
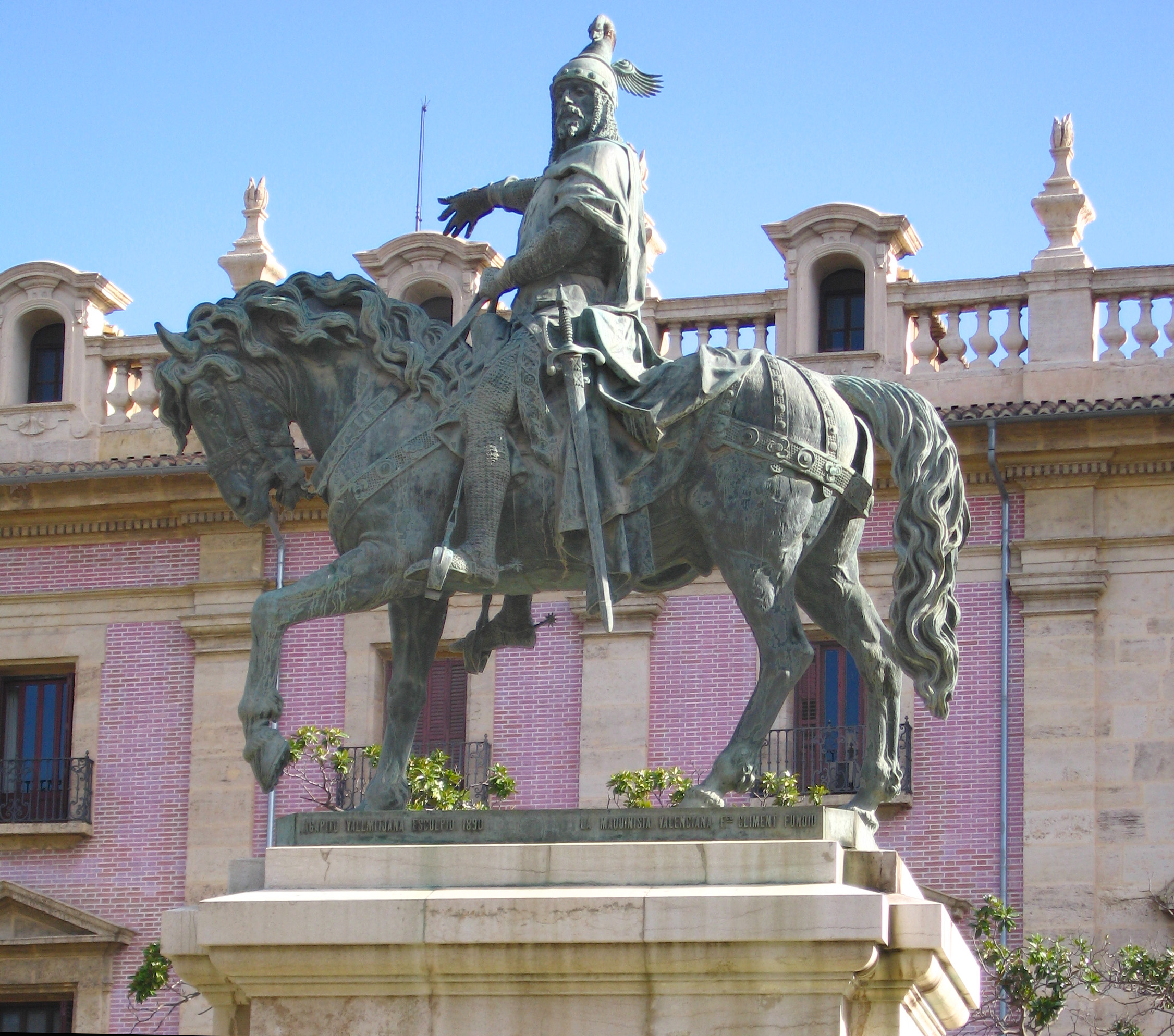
Konkvistadoren Juan I av Aragon (1208-76) av Agapit Vallmitjana i Valencia
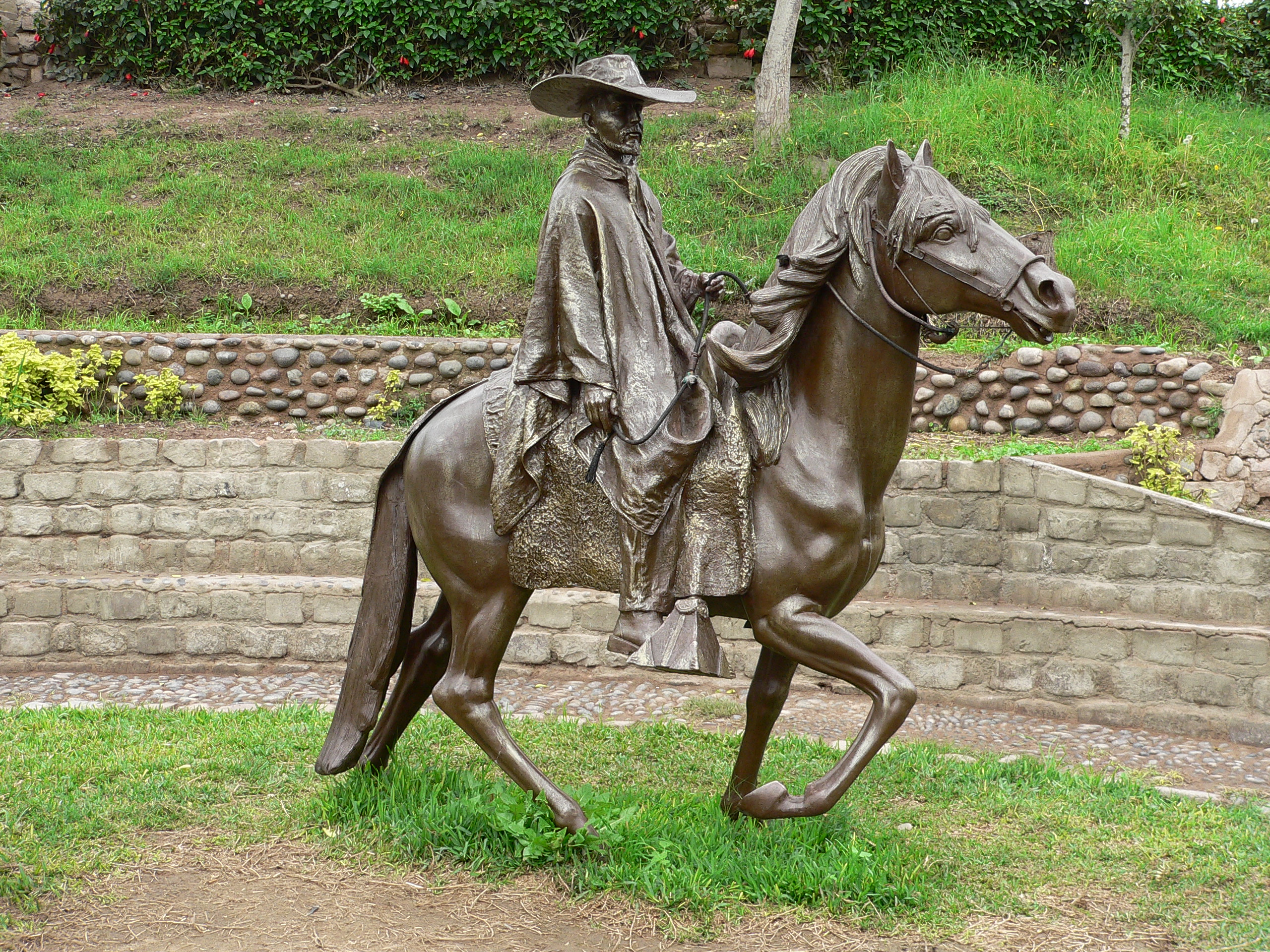
Caballo peruano de paso i Barranco i Lima i Peru
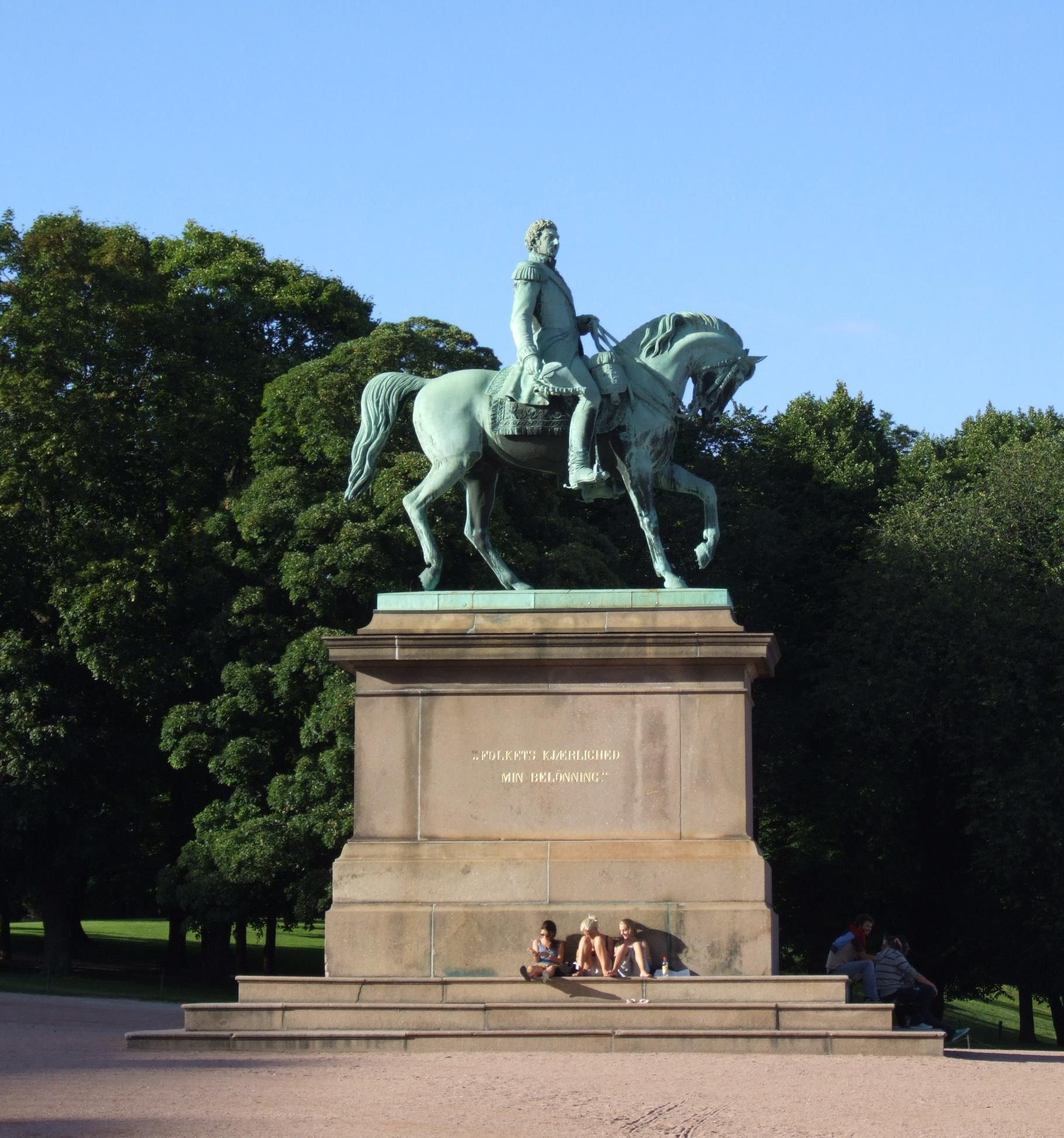
Karl XIV Johans staty framför Oslo slott av Brynjulf Bergslien, 1875

## Faktoid
Enligt sägnen har det funnits en tradition att avbilda hästen med två hovar i marken om ryttaren har dött på slagfältet, tre om ryttaren har dött av sår från strid, och alla fyra om ryttaren har dött på annat sätt. Statistik för ryttarstatyer ger inget stöd för att någon sådan tradition skulle ha funnits.